# Smaiyl Duisebay
Smaiyl Duisebay (28 de mayo de 1996) es un deportista kazajo que compite en taekwondo. Ganó una medalla en los Juegos Asiáticos de 2022 y cuatro medallas en el Campeonato Asiático de Taekwondo entre los años 2016 y 2022.

## Palmarés internacional
| Juegos Asiáticos    | Juegos Asiáticos             | Juegos Asiáticos  | Juegos Asiáticos |
| Año                 | Lugar                        | Medalla           | Categoría        |
| ------------------- | ---------------------------- | ----------------- | ---------------- |
| 2022                | Hangzhou (China)             | Medalla de bronce | +80 kg           |
| Campeonato Asiático |                              |                   |                  |
| Año                 | Lugar                        | Medalla           | Categoría        |
| 2016                | Pásay (Filipinas)            | Medalla de plata  | –87 kg           |
| 2018                | Ciudad Ho Chi Minh (Vietnam) | Medalla de oro    | –87 kg           |
| 2021                | Beirut (Líbano)              | Medalla de plata  | –87 kg           |
| 2022                | Chuncheon (Corea del Sur)    | Medalla de bronce | –87 kg           |